# Accident d'un Fokker F27 de Biman Bangladesh Airlines à Dacca
Le 5 août 1984, un Fokker F27 de Biman Bangladesh Airlines s'est écrasé dans une zone marécageuse près de l'aéroport international Shah Jalal, à Dacca, au Bangladesh, lors d'une tentative d'atterrissage par mauvais temps. L'appareil effectuait un vol intérieur régulier entre l'aéroport international Shah Amanat, à Chittagong, et l'aéroport international Shah Jalal, à Dacca.
Les 49 occupants de l'appareil ont tous péri dans l'accident, ce qui en fait la catastrophe aérienne la plus meurtrière de l'histoire du Bangladesh, ainsi que le pire accident impliquant un appareil de Biman Bangladesh Airlines.

## Avion et équipage
L'appareil impliqué est un Fokker F27-600, immatriculé S2-ABJ, qui a été fabriqué en 1971. Il a d'abord volé pour Indian Airlines, mais il a été donné à Biman Bangladesh Airlines en 1972, dans le cadre du soutien apporté au Bangladesh par le gouvernement indien à la suite de l'indépendance du pays. Au moment de l'accident, l'avion avait effectué plus de 24 000 cycles de vol (décollage/atterrissage) et plus de 15 500 heures de vol.
Le commandant de bord est Kayes Ahmed Majumdar, un pilote expérimenté qui totalise 5 000 heures de vol. La copilote est Kaniz Fatema Roksana, qui fut la première femme pilote de ligne au Bangladesh.

## Accident
Le jour de l'accident, les conditions météorologiques présentes à Dacca étaient très mauvaises, avec des turbulences et de fortes pluies réduisant grandement la visibilité. Au milieu de ces conditions, l'équipage a d'abord tenté une approche de type VOR sur la piste 32 de l'aéroport international Shah Jalal. 
Comme la piste n'a été repérée par aucun des membres de l'équipage, ils ont alors exécuté une approche interrompue. L'équipage tente alors une approche ILS sur la piste 14, mais une approche interrompue a dû être exécutée à nouveau car les deux pilotes n'avaient toujours pas la piste en visuel. 
Lors de la troisième approche, à nouveau sur la piste 14, les pilotes ont fait descendre l'appareil trop bas alors qu'il était encore à plusieurs centaines de mètres du seuil de la piste, mais aucun des membres de l'équipage ne s'en est rendu compte, en raison de la mauvaise visibilité, et l'avion s'est écrasé dans un marécage situé à environ 550 mètres de la piste.